# Ángel lloroso
Los ángeles llorosos o ángeles llorones son una raza ficticia de alienígenas de la serie de televisión Doctor Who. Su creador, Steven Moffat, atribuye su apariencia a juegos infantiles como el escondite inglés y juega con la idea de que toda estatua es un ángel lloroso en secreto.
Su modo habitual de alimentarse es enviar a sus víctimas atrás en el tiempo, lo que crea energía temporal de la que se alimentan. Cuando no son observados, pueden moverse muy rápida y silenciosamente, pero cuando alguien les mira se "encierran cuánticamente", ocupando una posición fija en el espacio y convirtiéndose en piedra. En este estado, están congelados y son difíciles de destruir. No pueden evitar esta reacción. Si dos ángeles llorosos se miraran el uno al otro al mismo tiempo (o uno se viera a sí mismo en un espejo), se quedarían convertidos en piedra hasta que otra fuerza exterior les moviera. Para evitar esto, suelen cubrirse los ojos al moverse, lo que les hace parecer como si estuvieran llorando.

## Descripción
Según el Doctor, los ángeles llorosos son "tan viejos como el universo (o prácticamente), pero nadie sabe realmente de dónde vienen". Les describe como las criaturas más solitarias del universo, ya que su reacción de encierro cuántico les hace difícil socializar. También les describe como "las formas de vida más mortíferas y poderosas que la evolución ha producido". Dicho esto, en todas sus apariciones en televisión, los ángeles pueden comunicarse entre sí y trabajar en grupos. El encierro cuántico es aparentemente una reacción evolutiva, instintiva e incontrolable al ser vistos. Sin embargo, si los ángeles se asustan, se puede explotar esta reacción para hacerles creer que están siendo vistos cuando no lo están. Aunque ellos mismos no pueden hablar, pueden comunicarse a través de la voz de una persona que matan quitándole el cerebro y reanimando su mente. También son físicamente muy fuertes, capaces de romper cuellos, aunque matar físicamente a una víctima es raro para ellos salvo que sea necesario (como para robar la voz de otro). En el episodio Los ángeles toman Manhattan, se muestra otra forma de ángel lloroso, el querubín. A diferencia de los ángeles llorosos, no están en silencio, producen una risita infantil y emiten pasos audibles. No se dice explícitamente si son ángeles jóvenes, pero se les llama "los bebés".
Los ángeles llorosos poseen varias habilidades notables. En El tiempo de los ángeles, se sugiere que cuando los ángeles necesitan cuerpos nuevos para comunicarse le rompen el cuello a sus víctimas y reconfiguran los cerebros para su propósito. Los ángeles hablan con la voz de su víctima, como "Ángel Bob", un soldado caído de la Iglesia, se convierte en la "voz" de los ángeles y explica las motivaciones y pensamientos de estos al Doctor. Mientras se acercan a nuevas víctimas, su apariencia cambia de ángeles calmados de proporciones normales a demonios horribles y bestiales con bocas abiertas con dientes de vampiro y garras afiladas. Su habilidad principal es la velocidad, ya que pueden recorrer distancias de metros literalmente en un parpadeo, permitiéndoles llegar a una víctima o moverse en un punto fuera de visión o un área oscurecida antes de que se congelen cuánticamente otra vez.
Con un toque, un ángel lloroso puede mandar a una persona al pasado, antes de su propio nacimiento. Los ángeles se alimentan de la "energía potencial" de los años que sus víctimas habrían vivido en el presente. El Doctor les describe como "los únicos psicópatas del universo que te matan agradablemente", porque aparte de eso sus víctimas no sufren ningún daño y viven normalmente su vida en el pasado. Pueden drenar otras formas de energía, como las luces eléctricas, como se ve en Parpadeo (2007), u otros dispositivos electrónicos. Sin energía, los ángeles comienzan a deteriorarse, convirtiéndose en piedra incluso sin ser vistos, y erosionándose como le sucede a las estatuas. Su velocidad también se reduce extremadamente si los ángeles están a punto de morir de hambre, como se ve en El tiempo de los ángeles, siendo sólo capaces de dar un leve paso en un parpadeo en lugar de moverse metros. Esto se puede arreglar dándole energía a los ángeles, pero se supone que no pueden adquirir energía por sí mismos en este estado. En Parpadeo, los ángeles roban la TARDIS del Doctor tras atraparle en el pasado. El motor del vehículo contiene energía suficiente para alimentarse de por vida.
También tienen el poder de proyectarse a sí mismos a través de imágenes. En El tiempo de los ángeles, un ángel atrapado en la bodega del Byzantium es capaz de controlar una cámara de video que estaba emitiendo imágenes grabadas de él. Tomó control de la pantalla y podía controlar también el equipamiento electrónico cercano. El ángel fue capaz de hacerse con la pantalla y atravesarla en un intento de matar a Amy porque "cualquier cosa que tenga la imagen de un ángel se convierte ella misma en un ángel", algo que leen en un libro antiguo sobre los ángeles que encontró River Song.
Los ángeles llorosos pueden implantar su propia imagen en la mente de una persona que les mire directamente a los ojos. Amy Pond fue infectada de esta forma con una cuenta mental hacia atrás que le indicaba los momentos que le quedaban como humana. Fue capaz de detener, aunque no eliminar, la gestación del ángel cerrando los ojos, evitando que traspasara el filtro de su nervio óptico.

## Apariciones
- Tercera temporada (2007)
  - Parpadeo

- Quinta temporada (2010)

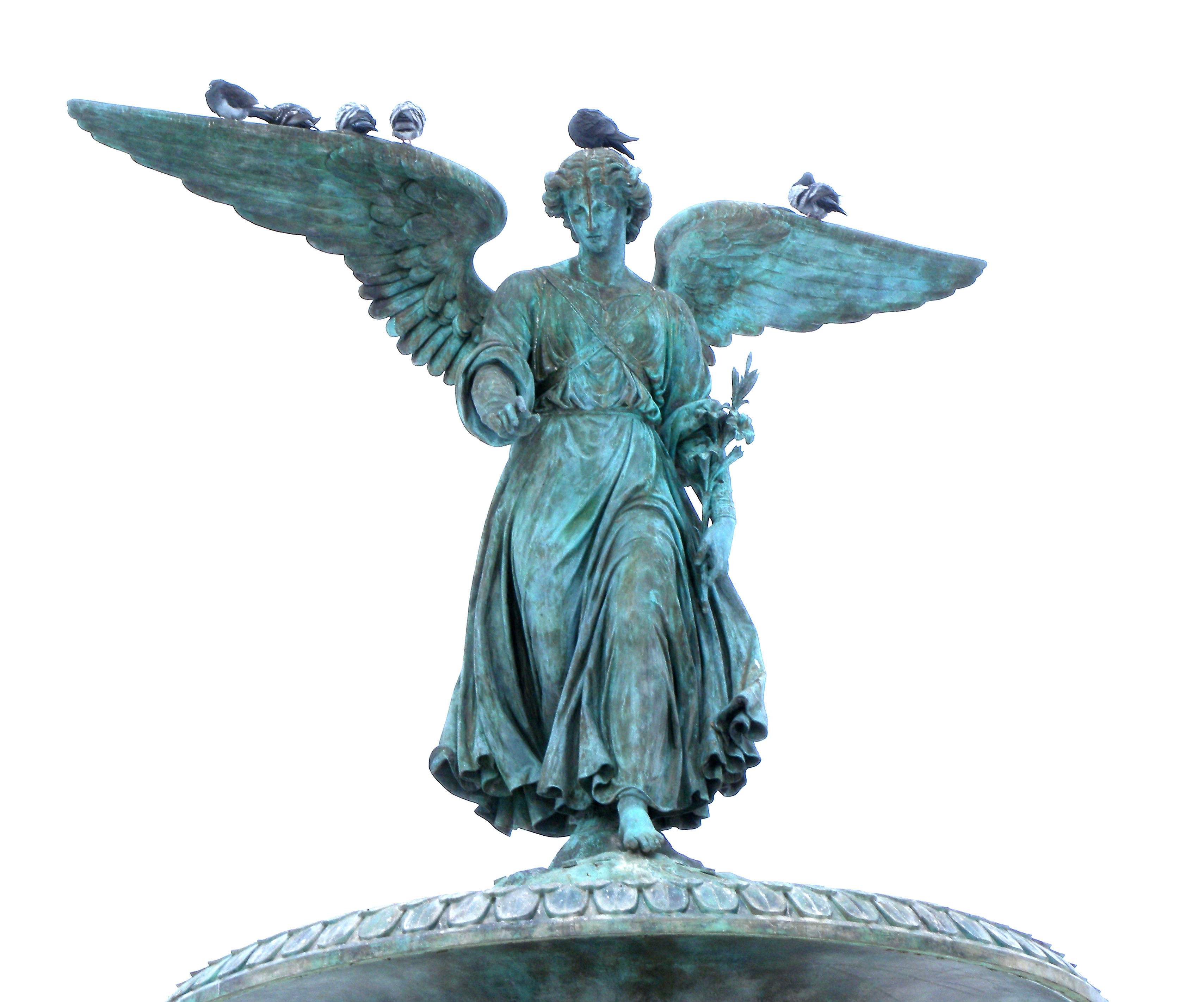
Angel of the Waters, una de las estatuas en la vida real que apareció en el episodio Los ángeles toman Manhattan

  - El tiempo de los ángeles / Carne y piedra

- Sexta temporada (2011)
  - El complejo de Dios

- Séptima temporada (2012-2013)
  - Los ángeles toman Manhattan[3]

- Especiales de 2013
  - El tiempo del Doctor

- Decimotercera temporada (2021)
  - The Halloween Apocalypse
  - Once, Upon Time
  - Village of the Angels
  - Survivors of the Flux

En Parpadeo, un grupo de cuatro ángeles llorosos mandan al Décimo Doctor y su acompañante Martha Jones al año 1969 y buscan alimentarse de las grandes reservas de energía temporal de la TARDIS. Pero aunque encontraron la llave, no encontraron la máquina. Sally Sparrow se lleva la llave de la mano de uno de ellos mientras está en forma de piedra. Y esto les lleva a perseguir a Sally para recuperarla. Durante la persecución, Sally sin querer les lleva hasta la TARDIS. Al final, los cuatro ángeles, rodeando la TARDIS son engañados para que se miren unos a otros cuando la cabina desaparece, dejándolos atrapados en forma de piedra.
En El tiempo de los ángeles, en un futuro lejano, un gran grupo de ángeles llorosos llevan siglos atrapados en unas catacumbas, perdiendo poco a poco su forma por el hambre. Cuando un ángel pícaro provoca que una nave se estrelle en la catacumba, los ángeles se alimentan de su radiación residual y reviven. Se ve por primera vez a los ángeles moviéndose en pantalla cuando se dan cuenta de que Amy Pond no puede verles.
En Los ángeles toman Manhattan, numerosos ángeles llorosos, incluyendo la Estatua de la Libertad, se han hecho con el control de un edificio en Nueva York, teniendo cautivas a sus víctimas para alimentarse repetidamente de su energía temporal. Rory Williams deshace estos eventos creando una paradoja temporal, pero al final reaparece al menos uno de los ángeles, aunque debilitado.

## Recepción
En una encuesta de la BBC que tomó los votos de 2.000 lectores de la revista Doctor Who Adventures, los ángeles llorosos fueron votados el monstruo más terrorífico de 2007 con el 55% de los votos. El Amo y los Daleks ocuparon el segundo y tercer lugar respectivamente con el 15% y el 4% de los votos. Los Daleks solían liderar antes estas encuestas. Moray Laing, editor de Doctor Who Adventures, alabó el concepto de escapar de un monstruo al no parpadear, algo simple y a la vez complicado de hacer. En una encuesta de 2012 de Radio Times a más de diez mil personas, los ángeles llorosos volvieron a ser votados los mejores monstruos de Doctor Who con un 49,4% de los votos. Los Daleks quedaron en segundo lugar con el 17%.
Los ángeles llorosos quedaron en tercera posición en el "Top Diez de Monstruos Clásicos" de Neil Gaiman en Entertainment Weekly. También fueron votados los terceros mejores "malos" de Doctor Who por el Daily Telegraph, por detrás de los autones y los Daleks. Los ángeles fueron clasificados por TV Squad como los terceros personajes de televisión más terroríficos. En 2009, SFX calificó como el momento más terrorífico de la historia de Doctor Who la aproximación de los ángeles a Sally y Larry en Parpadeo. También pusieron a los ángeles en su lista de cosas favoritas de la nueva Doctor Who, escribiendo, "Los monstruos más terroríficos de todos los tiempos".
Parpadeo ganó el Premio Hugo 2008 a la mejor presentación dramática en forma corta.